# Stadskanaal
Stadskanaal es un municipio y una ciudad de la provincia de Groninga al norte de los Países Bajos. El municipio tiene una superficie de 119,94 km², de los que 2,27 km² corresponden a la superficie cubierta por el agua. En marzo de 2014 contaba con una población de 12.723 habitantes. Un fuerte impulso recibió la antigua aldea de Stadskanaal con la instalación en 1955 de Philips, hasta llegara a convertirse en la segunda ciudad por número de habitantes de la provincia.
El municipio se creó en 1969 por la fusión a Onstwedde de una parte del suprimido municipio de Wildervank. Lo forman cinco núcleos mayores: Stadskanaal, con una población cercana a los 19.000 habitantes, Musselkanaal (c. 7.000 habitantes), Onstwedde (c. 3.000 habitantes), Mussel (c. 1.600 habitantes) y Alteveer (c. 1.300 habitantes). Además cuenta con veinte aldeas y caseríos menores: Barlage, Blekslage, Braamberg, Ceresdorp, Eerste Oomsberg, Höchte, Höfte, Holte, Horsten, Kopstukken, Oomsberg, Smeerling, Sterenborg, Ter Maarsch, Ter Wupping, Veenhuizen, Vledderhuizen, Vledderveen, Vosseberg y Wessinghuizen.

## Galería

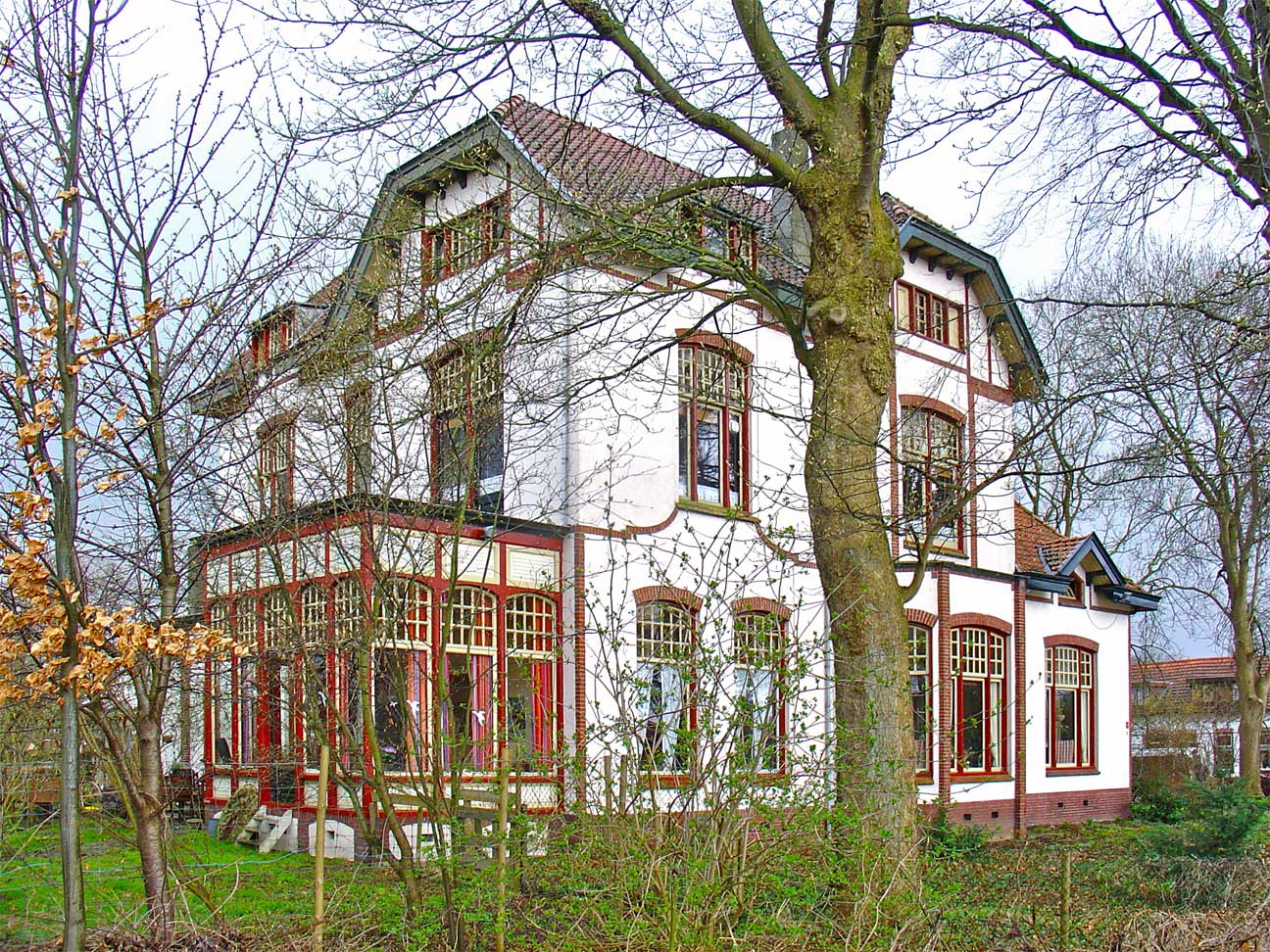
De Beuk, villa residencial en Stadskanaal (1905).
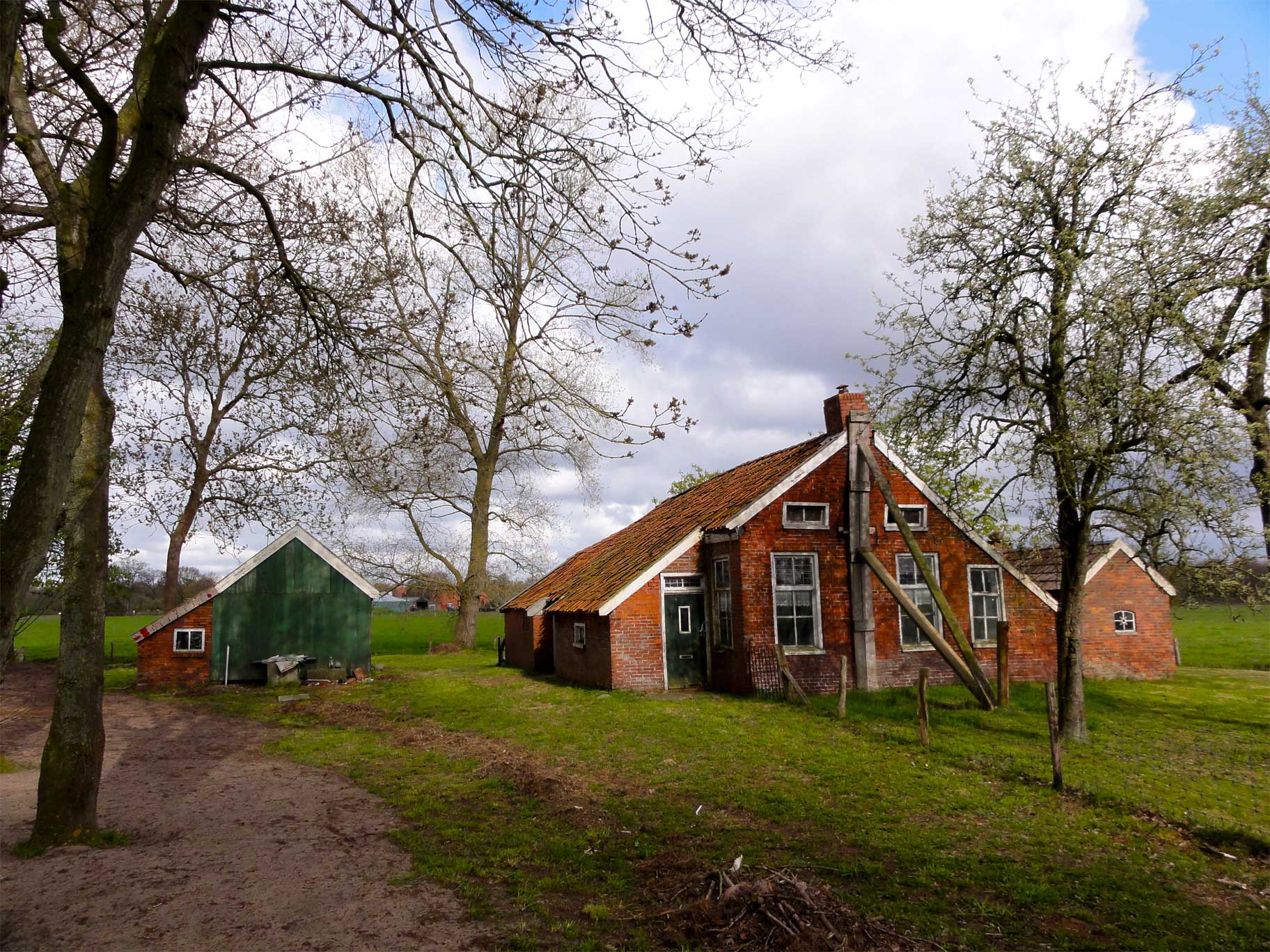
Onstwedde.
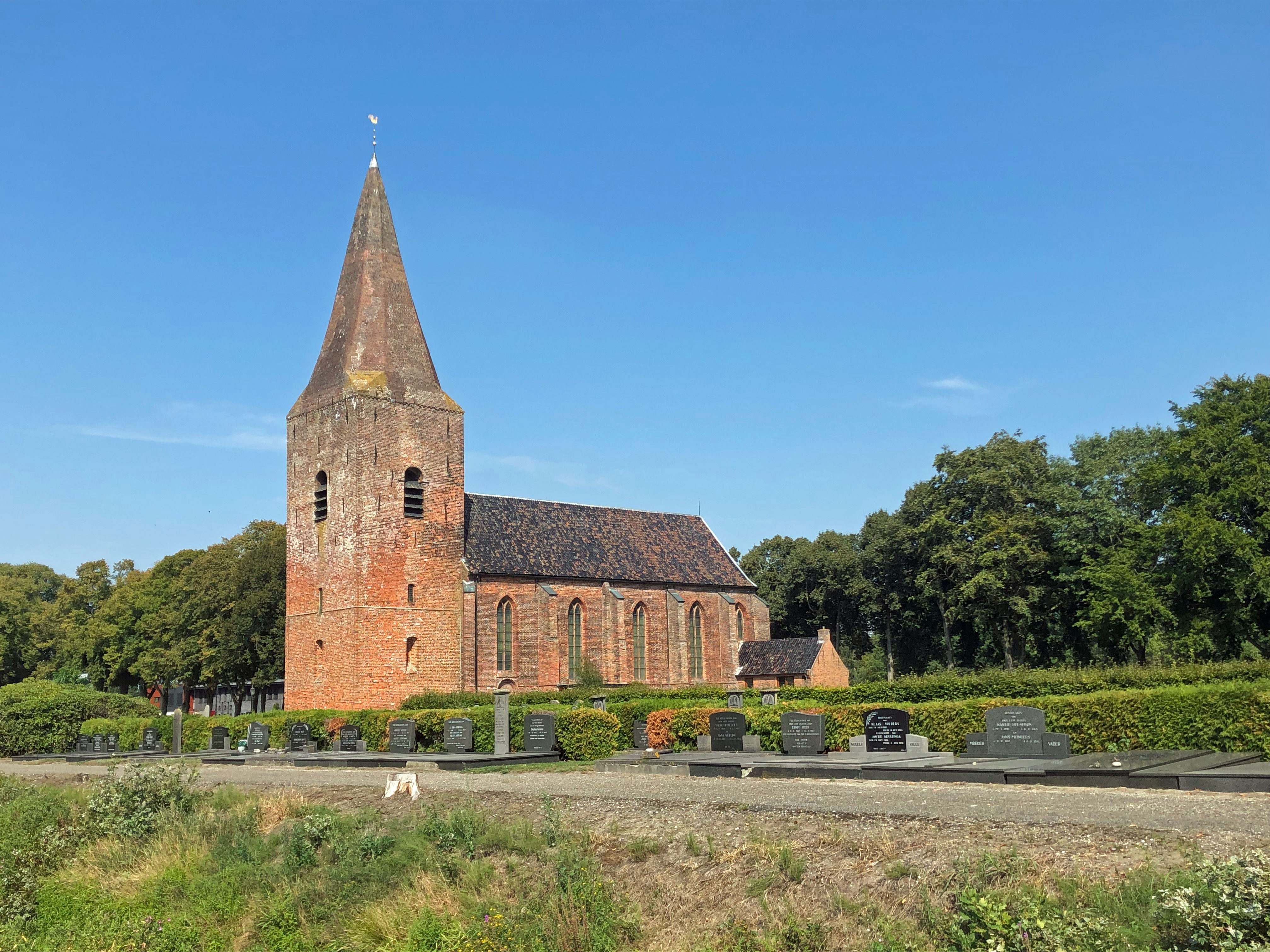
Onstwedde, iglesia de San Nicolás.